# 小島満菜美
小島 満菜美（こじま まなみ、1994年11月7日 - ）は、日本の女子バレーボール選手である。

## 来歴
宮城県仙台市出身。友人に誘われて小学3年次からバレーボールを始めた。市川市立妙典中学校を経て、船橋市立船橋高校に進学。2012年のインターハイなどの全国大会で活躍し、全日本高校選抜メンバーにも選出されている。
2013年に青山学院大学に進学。同年の関東大学1部リーグ春季リーグでは、リベロ賞・新人賞に輝いた。
同年度の全日本ジュニア代表に選出され、6月ブルノで開催された第17回世界ジュニア選手権に出場。レギュラーリベロとして、28年ぶりとなるチーム準優勝に大きく貢献し、自らもベストリベロに輝いた。
2014年7月に開催された東アジア地区選手権大会では、ユニバーシアード代表候補で編成された日本代表のメンバーとして出場し、優勝に貢献した。
2015年7月に光州市で行われた第28回ユニバーシアードに出場し、銅メダル獲得に貢献した。
2016年12月26日、V・プレミアリーグのNECレッドロケッツへの入団内定が発表された。
2017年もユニバーシアード代表候補となり、7月にベトナムで開催されたVTVカップに出場。優勝に大きく貢献しベストリベロに選出された。二大会連続出場となるユニバーシアード（2017/台北）でも活躍し、11大会ぶりの銀メダル獲得に貢献した。
2022年、日本代表登録メンバーに選出された。ネーションズリーグの出場メンバーに選ばれ、13試合中10試合でスタメンリベロとして出場した。2022年9月下旬より始まる世界選手権に向けた合宿メンバーにも選出され、世界選手権の前哨戦であるパリオリンピックプレ大会にも出場したが、一転、世界選手権のメンバーから落選した。
2022-23シーズン、V1女子でNECの6シーズンぶりの優勝に貢献し、自身もレシーブ賞を受賞した。
2023-24シーズン、NECのキャプテンに就任した。同シーズン、V1女子でNECの連覇に貢献してベストリベロ賞を受賞した。2024年3月11日、同シーズンをもってNECレッドロケッツを退団し、アメリカ合衆国のリーグ・ワン・バレーボールに移籍すると発表された。6月にソルトレイク所属となることが発表され、松井珠己と2023-24シーズンにNEC所属であったダニエル・ドルーズがチームメイトとなることが決まった。
同年7月、10月開幕のアスリーツ・アンリミテッド出場が発表された。個人のポイントで競うリーグで44選手中の総合順位7位、リベロでは2位となり、選手間投票でモーガン・ヘンツと同票でベストリベロに選出された。
2025年4月、LOVBの2025年シーズン表彰で年間最優秀リベロ賞を受賞した。

## 球歴
- 日本代表 （2022年-）
  - ネーションズリーグ - 2022年、2023年、2024年、2025年
  - オリンピック - 2024年
- 全日本ジュニア代表 - 2013年
- ユニバーシアード代表 - 2015年（銅メダル）、2017年（銀メダル）

## 所属チーム
- 札幌山の手南ジュニア
- 市川市立妙典中学校
- 船橋市立船橋高校
- 青山学院大学（2013-2017年）
- NECレッドロケッツ（2017-2024年）
- アスリーツ・アンリミテッド（2024年）
- LOVBソルトレイク（2024年-）

## 受賞歴
- 2013年 - 関東大学リーグ ベストリベロ、新人賞
- 2013年 - 世界ジュニア選手権 ベストリベロ
- 2017年 - VTVカップ ベストリベロ
- 2019年 - VTVカップ ベストリベロ
- 2022年 - 2022年ネーションズリーグ ベストディガー
- 2023年 - 2022-23 V.LEAGUE DIVISION1 WOMEN レシーブ賞
- 2023年 - アジア選手権 ベストリベロ賞
- 2024年 - 2023-24 V.LEAGUE DIVISION1 WOMEN ベストリベロ賞
- 2024年 - 2024年FIVB女子バレーボールネーションズリーグ ベストリベロ賞
- 2024年 - アスリーツ・アンリミテッド ベストリベロ
- 2025年 - リーグ・ワン・バレーボール 年間最優秀リベロ賞

## 個人成績
V.LEAGUEの個人成績は下記の通り（ファイナルステージ、VCup含む）。
| 大会            | チーム          | 出場     | 出場        | アタック | アタック | アタック | アタック | バックアタック | バックアタック | バックアタック | バックアタック | アタック 決定本数 | ブロック | ブロック       | サーブ | サーブ         | サーブ   | サーブ | サーブ | サーブ   | サーブレシーブ | サーブレシーブ | サーブレシーブ | サーブレシーブ | 総得点      | 総得点      | 総得点   | 総得点      |
| --------------- | --------------- | -------- | ----------- | -------- | -------- | -------- | -------- | -------------- | -------------- | -------------- | -------------- | ----------------- | -------- | -------------- | ------ | -------------- | -------- | ------ | ------ | -------- | -------------- | -------------- | -------------- | -------------- | ----------- | ----------- | -------- | ----------- |
| 大会            | チーム          | 試 合 数 | セ ッ ト 数 | 打 数    | 得 点    | 失 点    | 決 定 率 | 打 数          | 得 点          | 失 点          | 決 定 率       | セ ッ ト 平 均    | 得 点    | セ ッ ト 平 均 | 打 数  | ノ 丨 タ ッ チ | エ 丨 ス | 失 点  | 効 果  | 効 果 率 | 受 数          | 成 功 ・ 優    | 成 功 ・ 良    | 成 功 率       | ア タ ッ ク | ブ ロ ッ ク | サ 丨 ブ | 得 点 合 計 |
| V1 2017-18      | NEC             | 26       | 30          | 0        | 0        | 0        | -        | 0              | 0              | 0              | -              | -                 | 0        | -              | 0      | 0              | 0        | 0      | 0      | -        | 39             | 13             | 9              | 44.9           | 0           | 0           | 0        | 0           |
| V1 2018-19      | NEC             | 27       | 67          | 1        | 0        | 0        | 0.0      | 1              | 0              | 0              | 0.0            | -                 | 0        | -              | 0      | 0              | 0        | 0      | 0      | -        | 127            | 50             | 39             | 54.7           | 0           | 0           | 0        | 0           |
| V1 2019-20      | NEC             | 24       | 84          | 0        | 0        | 0        | -        | 0              | 0              | 0              | -              | -                 | 0        | -              | 0      | 0              | 0        | 0      | 0      | -        | 425            | 208            | 116            | 62.6           | 0           | 0           | 0        | 0           |
| V1 2020-21      | NEC             | 28       | 103         | 0        | 0        | 0        | -        | 0              | 0              | 0              | -              | -                 | 0        | -              | 0      | 0              | 0        | 0      | 0      | -        | 407            | 174            | 114            | 56.8           | 0           | 0           | 0        | 0           |
| V1 2021-22      | NEC             | 33       | 111         | 0        | 0        | 0        | -        | 0              | 0              | 0              | -              | -                 | 0        | -              | 0      | 0              | 0        | 0      | 0      | -        | 454            | 196            | 128            | 57.3           | 0           | 0           | 0        | 0           |
| 通算：5シーズン | 通算：5シーズン | 139      | 395         | 1        | 0        | 0        | 0        | 1              | 0              | 0              | 0.0            | -                 | 0        | -              | 0      | 0              | 0        | 0      | 0      | -        | 1452           | 641            | 406            | 58.1           | 0           | 0           | 0        | 0           |